# Йохберг (Тироль)
Йохберг (Тироль) (нем. Jochberg (Tirol)) — коммуна в Австрии, в федеральной земле Тироль.
Входит в состав округа Кицбюэль.  Население составляет 1540 человек (на 1 января 2006 года). Занимает площадь 87,8 км². Официальный код  —  70408.

## Политическая ситуация
Бургомистр коммуны — Хайнц Лайтнер (СДПА) по результатам выборов 2004 года.
Совет представителей коммуны (нем. Gemeinderat) состоит из 13 мест.
- СДПА занимает 4 места.
- АНП занимает 3 места.
- АПС занимает 3 места.
- местный блок: 3 места.